# Mírmex
Mírmex (en grec antic Μύρμηξ) va ser, segons la mitologia grega, una jove atenesa que degut als seus bons costums i a la seva habilitat manual va guanyar-se l'amor de la deessa Atena. Però Mírmex es va fer passar per inventora de l'arada, quan en realitat era una invenció d'Atena, i per castigar-la la deessa va transformar-la en una formiga, que excavava la terra i perjudicava els conreus.
Posteriorment, Zeus la va transformar altre cop en ésser humà, juntament, amb tot el poble de les formigues, per repoblar l'illa d'Egina, a petició d'Èac, ja que la pesta havia aniquilat els seus habitants. Les persones transformades van rebre el nom de Mirmídons.